# ミチュリンスク
座標: 北緯52度53分 東経40度29分 / 北緯52.883度 東経40.483度

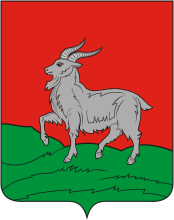
ミチュリンスクの紋章

ミチュリンスク（ミチューリンスク、ロシア語: Мичу́ринск、ラテン文字表記の例: Michurinsk）は、ロシアのタンボフ州にある都市。人口は9万451人（2021年）で、州内では州都タンボフに次ぎ大きな都市である。1932年以前はコズロフ（Козло́в; Kozlov）と呼ばれていた。ミチュリンスク地区の行政中心地。

## 地理
首都モスクワから南へ400km、州都タンボフからは西へ67km。最寄りの町は、52km北西にあるチャプルィギンと57km南西にあるグリャージで、いずれも西隣のリペツク州に属する。ミチュリンスクは肥沃なオカ＝ドン平原の只中にある鉄道の結節点の町である。また、ここでレスノイ・ヴォロネジ川とポルノイ・ヴォロネジ川が合流し、ドン川の支流・ヴォロネジ川となる。

## 歴史

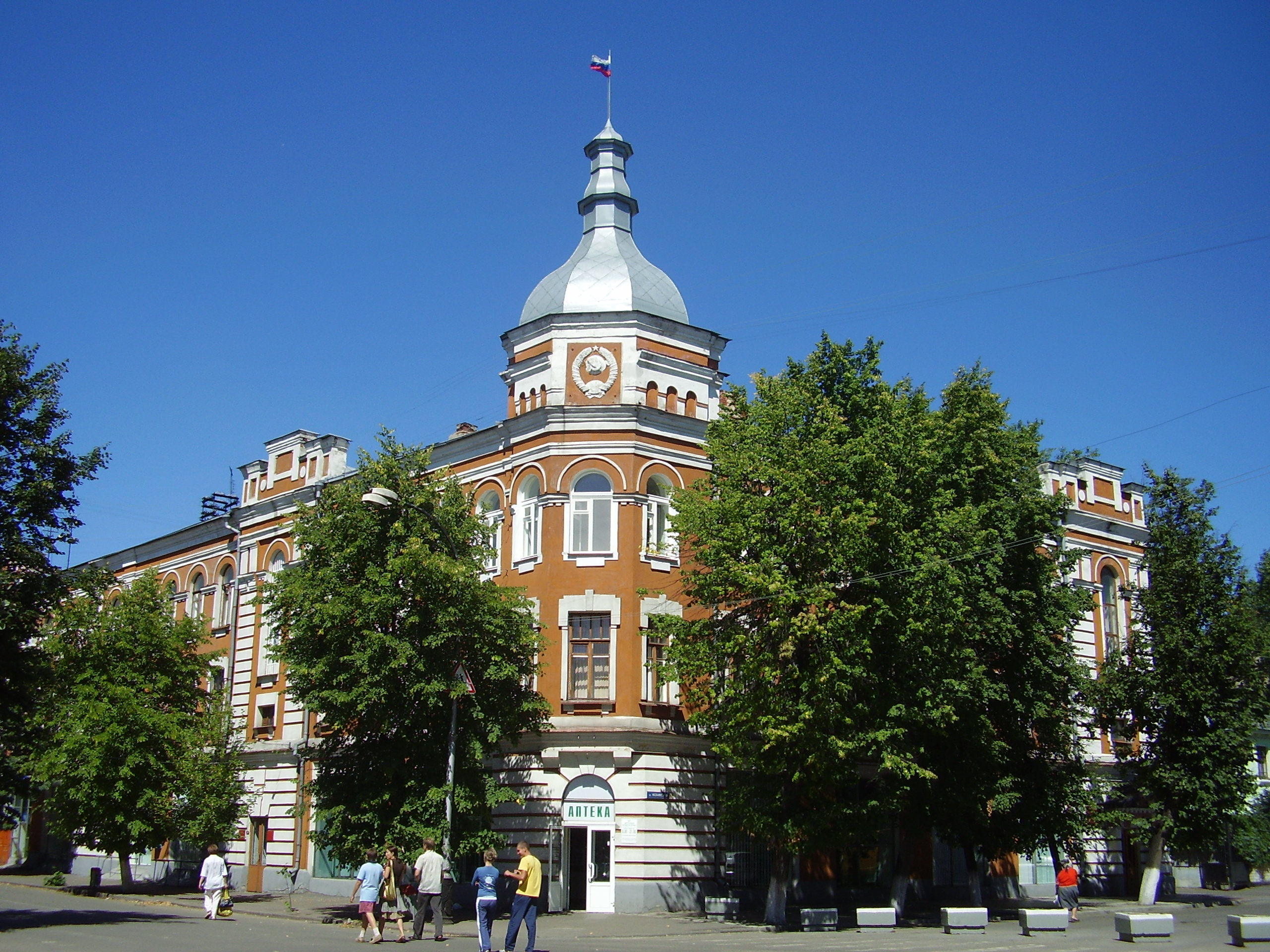
ミチュリンスク市庁舎

ミチュリンスクは1636年に築かれたコズロフ要塞を発祥とする。コズロフとは当初の入植者の一人の姓に由来する。クリミア・ハン国のモスクワ侵入を防ぐために南方のステップ地帯に作られた防衛線を構成する要塞の一つで、現在も長い土塁の跡が残っている。
17世紀のコズロフは軍事上の要衝であったが、防衛線により周囲が安定し、さらに南に防衛線を築くことが可能になったことで軍事上の重要性は次第に薄らいでいった。その代わり、コズロフ周辺の森林地帯の木を使った造船が1650年代から盛んになり、ヴォロネジ川やドン川流域の水軍に艦船を供給するようになった。
18世紀以降、ロシアの南方の国境線は黒海にまで達したため南方からの脅威はなくなり、コズロフの軍事的価値は失われた。コズロフ周辺の土壌は肥沃な黒土であり、多様な農産物の活発な取引の場として栄えるようになった。1779年には市の地位を得ている。
19世紀後半にはモスクワからリャザンを経てタンボフへ向かう鉄道が建設され、鉄道の結節点となったコズロフには列車工場もでき鉄道の町となった。19世紀末の人口は4万人を数えた。
1932年、コズロフは生物学者イヴァン・ミチューリンにちなんでミチュリンスクと改名された。ミチューリンは1872年以来コズロフに住んで農産物の品種改良を行い、ソビエト連邦の学界や政界で高く評価されており、生きている間に自分の姓にちなんだ地名をつけられるという栄誉を受けている。

## 経済・交通

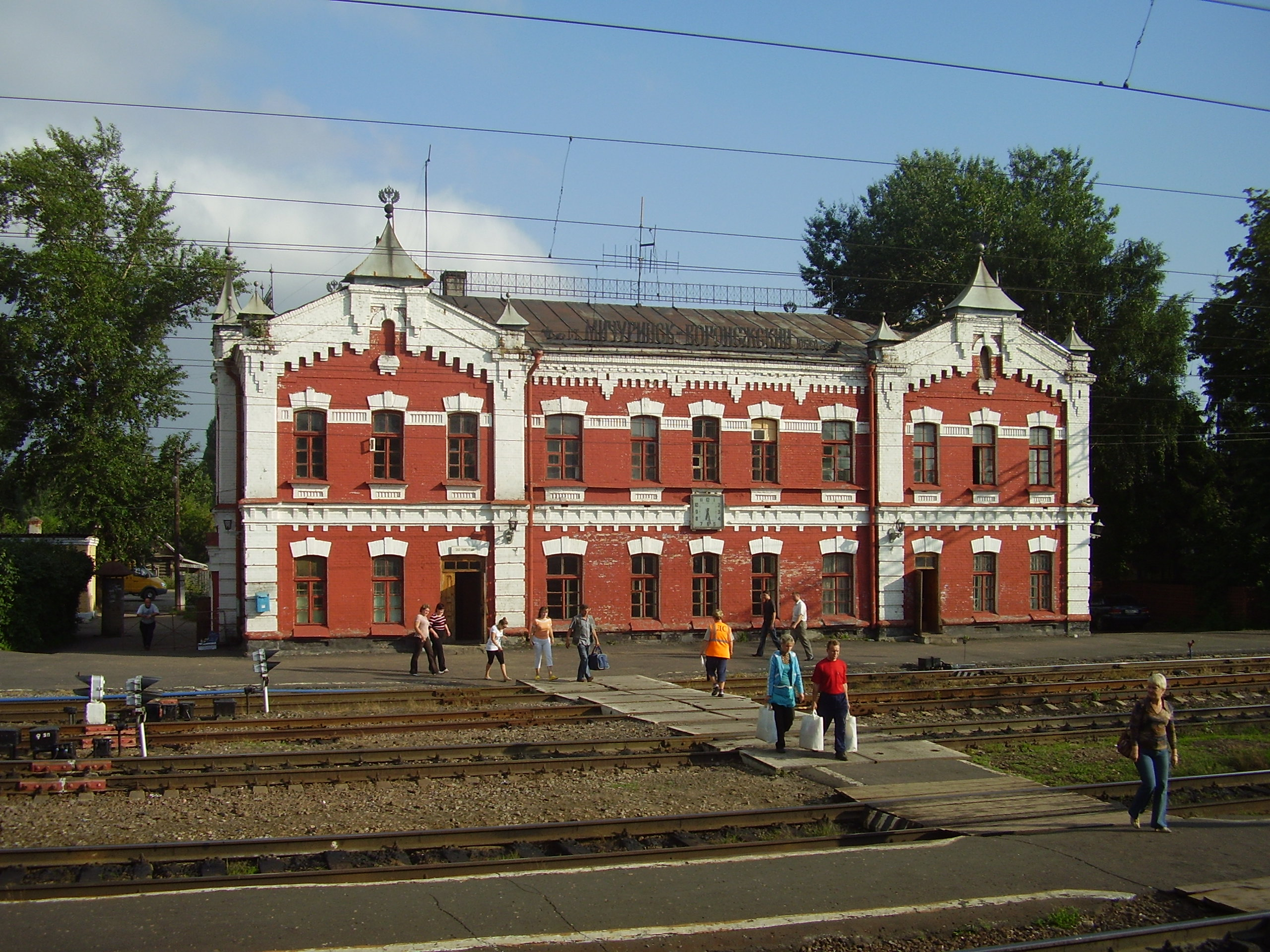
ミチュリンスク＝ヴォロネジスキー駅

ミチュリンスクの経済は、肥沃な黒土地帯という地理的特徴により食品工業が盛んという特色がある。また軽工業や機械工業も活発である。イヴァン・ミチューリンの作物研究以来、ミチュリンスクには研究施設が集積しており、2003年には「科学都市」（ナウコグラード）の称号を得ている。
ミチュリンスクは、モスクワから南東のタンボフ・ヴォルゴグラード・アストラハンを結ぶ国道・M6幹線道路（カスピ・ハイウェイ）が通るほか、モスクワからの鉄道がここで西のリペツク方面と東のタンボフ方面に分かれている。このため、ミチュリンスクには大きな鉄道工場もある。

## 文化・観光

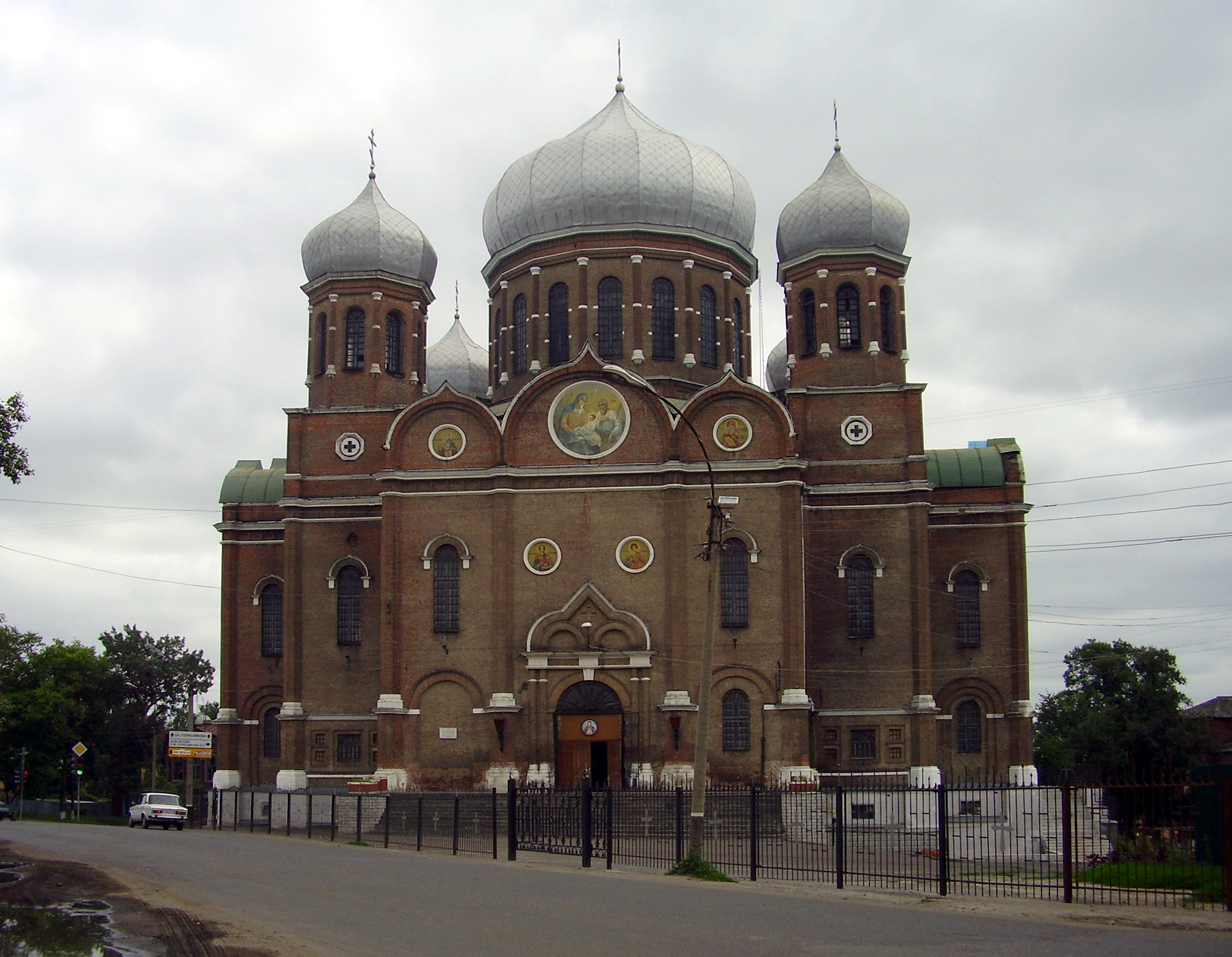
コンスタンチン・トーンが設計した、ボゴリュボヴォの生神女イコン聖堂（ボゴリュブスキー聖堂）

ロシア中央部にありながら独ソ戦による破壊を免れた町であるミチュリンスクには、18世紀や19世紀に遡る数多くの歴史的建築や、よく保存された旧市街の街並みが残っている。預言者イリヤ聖堂（1771年）、ボゴリュボヴォの生神女イコン聖堂（ボゴリュブスキー聖堂、1873年）などが代表的なものである。特にボゴリュブスキー聖堂は19世紀ロシアの建築家コンスタンチン・トーンが手掛けたもので、その代表作であるモスクワの救世主ハリストス大聖堂と同様の新ビザンチン様式で設計されている。
高等教育機関には、ミチュリンスク国立農業大学、ミチュリンスク師範大学などがある。

## 姉妹都市
- ムンスター（英語版）、ドイツ